# 東北・みやぎ復興マラソン
東北・みやぎ復興マラソン（とうほく・みやぎふっこうマラソン）は、宮城県で開催されていた市民マラソン大会である。

## 概要
東日本大震災からの復興をテーマに、仙台放送が主催する市民マラソン大会（公認コース）である。
2017年に、震災復興をマラソンを通じて世界に伝えてゆくことを目的に、岩沼海浜緑地・北ブロックをスタートおよびゴール地点とし、岩沼市や亘理町、名取市の被災沿岸部を周遊するコースにて開催された。
2019年は台風19号によって、2020年は新型コロナウイルスの拡大によってそれぞれ中止。2021年および2022年はオンラインマラソンイベントとして開催。
2023年、弘進ゴム アスリートパーク仙台をスタートし名取市文化会館前をゴールとするコースに変更の上、5年ぶりに開催された。
2025年1月31日　物価高騰の影響で経費が急騰、継続は困難とし終了を決定。

## 過去の大会
| 年（回数）      | 開催日            | 開催市町村             | 特別スポンサー                     |
| --------------- | ----------------- | ---------------------- | ---------------------------------- |
| 2017年（第1回） | 9月30日 - 10月1日 | 名取市・岩沼市・亘理町 | JAグループ                         |
| 2018年（第2回） | 10月13日 - 14日   | 名取市・岩沼市・亘理町 | JAグループ・トヨタ自動車東日本     |
| 2019年（中止）  | 10月12日 - 13日   | 名取市・岩沼市・亘理町 | トヨタ自動車東日本・JA全農グループ |
| 2020年（中止）  | 10月3日 - 4日     | 名取市・岩沼市・亘理町 | トヨタ自動車東日本                 |
| 2023年（第3回） | 11月5日           | 仙台市・名取市・岩沼市 | 木下グループ                       |
| 2024年（第4回） | 11月3日           | 仙台市・名取市・岩沼市 | 木下グループ                       |